# 9-Borabiciclo(3.3.1)nonano
9-Borabiciclo[3.3.1]nonano ou 9-BBN é um composto organoborano. Este sólido incolor é usado em química orgânica como reagente de hidroboração. O composto existe como um dímero com ponte de hidreto, que se cliva facilmente na presença de substratos redutíveis. 9-BBN também é conhecido pelo apelido de "borano banana". Isto ocorre porque, em vez de desenhar a estrutura completa, os químicos muitas vezes simplesmente desenham uma forma de banana com a ponte de boro.

## Preparação
9-BBN é preparado pela reação de 1,5-ciclooctadieno e borano geralmente em solventes etéreos, por exemplo:
O composto está comercialmente disponível como solução em tetrahidrofurano e como sólido. O 9-BBN é especialmente útil nas reações de Suzuki.
Sua adição altamente regiosseletiva a alcenos permite a preparação de álcoois terminais por subsequente clivagem oxidativa com H2O2 em KOH aquoso. A demanda estérica de 9-BBN suprime grandemente a formação do isômero 2-substituído em comparação com o uso de borano.

## Estrutura
9-BBN é uma estrutura dimérica, formada a partir da reação química entre o 1,5-ciclooctadieno (COD) e o aduto tri-hidreto de boro (borano) - sulfeto de dimetila, na qual o BH3 adiciona-se nas ligações duplas do COD, criando um composto bicíclico C8H14BH, o qual sofre dimerização com o estabelecimento de duas ligações tricentradas por ponte de hidreto entre os átomos de boro, gerando a estrutura dímera (C8H14)2B2H2 e, assim, completando o octeto dos átomos de boro.

## Usos
9-BBN é um agente redutor e um composto químico útil em sínteses orgânicas, como em reações de hidroboração. Trata-se de um análogo estabilizado do diborano, muito mais fácil de ser manipulado.